# Nauort
Nauort est une municipalité de la Verbandsgemeinde de Ransbach-Baumbach, dans l'arrondissement de Westerwald, en Rhénanie-Palatinat, dans l'ouest de l'Allemagne.

## Administration

### Jumelages
- Condette (France)